# Paradoxe de l'interrogation surprise
 (juin 2018).
Si vous disposez d'ouvrages ou d'articles de référence ou si vous connaissez des sites web de qualité traitant du thème abordé ici, merci de compléter l'article en donnant les références utiles à sa vérifiabilité et en les liant à la section « Notes et références ».
Le paradoxe de l'interrogation surprise aurait été relevé par le professeur de mathématiques Lennart Ekbom et il proviendrait d'un véritable exercice de défense civile en Suède pendant la Seconde Guerre mondiale (au cours de la période 1943-1944). Il fut publié en 1948.

## Énoncé
Un professeur annonce à ses élèves :

« Il y aura une interrogation surprise la semaine prochaine. »

Précisons les termes. Il faut comprendre trois choses :
1. Une interrogation aura lieu durant un cours soit le lundi, soit le mardi, soit le mercredi, soit le jeudi, soit le vendredi.
2. Juste avant le début de l'interrogation, l'élève ne pourra avoir la certitude que l'interrogation va avoir lieu.
3. Une unique interrogation aura lieu.

## Explications

### En quoi est-ce un paradoxe?
Un élève futé fait le raisonnement suivant :
Si jeudi soir, l'interrogation n'a pas eu lieu, alors je serai certain qu'elle est pour vendredi. Ce ne sera donc plus une surprise. L'interrogation ne peut donc avoir lieu vendredi parce c'est le dernier jour possible. Mais puisque l'interrogation ne peut avoir lieu le dernier jour, l'avant-dernier jour devient de facto, le dernier jour possible.
Ainsi, par récurrence, on en déduit que l'interrogation ne peut avoir lieu.
Essayons de formaliser le problème. L'énoncé peut être (partiellement) interprété ainsi :
où {\displaystyle (i,j)\in \{1,2,3,4,5\}^{2}} sont des jours de la semaine et {\displaystyle P(i)} le prédicat : « il y a une interrogation le jour {\displaystyle i} » ({\displaystyle \lnot } est la négation et {\displaystyle \land } la conjonction).
Or, en utilisant l'égalité « {\displaystyle \lnot (a\Rightarrow b)=(a\land \lnot b)} », on voit immédiatement la contradiction :

### De quelle nature est ce paradoxe?
Apparemment, il ne s'agit que d'un propos fallacieux de même nature que les paradoxes sorites.
Cependant, l'élève peut pousser plus loin le raisonnement. De la première conclusion, il doit déduire que le professeur a obligatoirement menti. Mais en quoi a-t-il menti ? Si le vendredi soir, l'examen a bien eu lieu, alors le mensonge est dans l'effet de surprise uniquement. Mais puisque le professeur est un menteur, il se peut qu'il n'y ait pas du tout d'examen. Le raisonnement initial n'est donc plus valable : l'interrogation constituera bien une surprise même si elle survient le vendredi. Finalement, le professeur ne mentira pas si et seulement s'il est pris pour un menteur.
On retrouve donc le paradoxe du menteur.
Ce paradoxe est en réalité inhérent au mot surprise et à la notion d'aléatoire.
Si Lennart dit à Marie : « Je vais te faire une surprise. » Alors Marie doit s'attendre à une surprise. La surprise sera alors conforme à son attente ; donc non surprenante. Lennart ne peut plus surprendre Marie que par l'absence de surprise ; c'est-à-dire, en se démentant par le non-faire. En se démentant, il surprend, donc ne se dément pas.
En définitive, annoncer la surprise, c'est ôter l'effet de surprise.

### Une première interprétation:le professeur est-il sincère?
En réalité, si la logique mathématique donne raison à l'élève, le sens commun se rangera du côté du professeur.
Mais où se situe l'erreur de l'élève ? Comme l'a fait remarquer Thomas O'Beirne en 1965, elle se trouve dans le postulat implicite initial que « le professeur ne pouvait mentir ».
Il faut donc considérer que la surprise est due non seulement à la date de l'interrogation, mais aussi à un mensonge inopiné du professeur.

### Une deuxième interprétation:effet de surprise réparti sur toute la semaine
« Annoncer la surprise, c'est ôter l'effet de surprise » est la conclusion aberrante d'un raisonnement basé sur une interprétation vicieuse (voire erronée) du mot surprise. Mais alors, quel sens faut-il donner à un « événement surprise », lorsqu'il est annoncé ?
Qu'il s'agisse d'« avoir une interrogation surprise » ou de « recevoir un cadeau surprise », il faut bien comprendre que la surprise ne peut pas être causée par la survenue de l'événement, mais réside dans le fait que cet événement n'est pas totalement défini (la date de l'interrogation surprise et la nature du cadeau).
On doit donc envisager de multiples événements (mutuellement exclusifs) dont l'un seulement arrivera, en l'occurrence : « avoir une interrogation surprise lundi », « recevoir un jouet », « recevoir de l'argent »…
Il faut également considérer que la surprise est synonyme d'imprévu, aussi minime soit-il : ainsi, la survenue d'un événement incertain tout comme la non-survenue d'un événement envisageable constitueront des surprises.
Avec cette nouvelle interprétation, il est facile d'invalider le raisonnement de l'élève à sa base : au jeudi soir, l'interrogation ne constituera certes pas une surprise, mais la surprise aura déjà eu lieu répartie sur le lundi, le mardi, le mercredi et le jeudi (et donc le professeur aura tenu parole).
En réalité, la surprise survient au moins le lundi et peut se reproduire chaque jour jusqu'au jeudi au plus tard.
La formule « interrogation surprise » est un raccourci de « interrogation à une date surprise » et constitue une forme d'abus de langage, qui tend à faire croire que la surprise n'a lieu que le jour de l'interrogation.
En conclusion, l'erreur est donc de considérer une surprise comme un unique événement : c'est une vision a posteriori. Une situation de surprise est constituée d'au moins deux événements incertains, c'est donc une alternative.

### Une troisième interprétation:le problème est différent en fonction du jour de la semaine
Une troisième interprétation consiste à montrer que le raisonnement par récurrence de l'élève est faux car le contexte change en fonction du jour de la semaine. Si "l'absence d'examen jeudi au soir" implique qu'il ne peut pas y avoir d'interrogation vendredi sous peine de casser l'effet de surprise, cela n'est plus vrai pour mercredi : "l'absence d'examen mercredi au soir" n'implique pas qu'il ne peut pas y avoir d'interrogation vendredi, car ce dernier postulat est uniquement valable jeudi soir. Donc le raisonnement par récurrence n'est pas vérifié.
Un approche différente consiste à considérer qu'à la date de l'annonce, tous les jours sont valables et la probabilité d'avoir l'examen est de 1/5. S'il n'y pas eu d'examen lundi au soir, celle-ci deviendra 1/4, et ainsi de suite : 1/3, 1/2 et jusqu'à 1, lorsqu'il ne reste plus que vendredi. Ainsi, jusqu'à la veille du dernier jour, l'élève aura un "effet de surprise" qui tendra vers 0 au fur et à mesure qu'on avance dans la semaine.
Il est donc possible d'interpréter le problème comme un cas de paradoxe sorite : à partir de quel seuil de probabilité, un événement n'est plus considéré comme une surprise ?

### Une explication par le paradoxe auto-référentiel
Une solution peut être proposée en considérant le problème comme un paradoxe auto-référentiel.
La formulation suivante permet d'éviter l'ambiguïté du terme « surprise » :
- Règle 1 : Un examen aura lieu un jour de la semaine prochaine
- Règle 2 : La date de l'examen ne sera pas déductible la veille de celui-ci, à partir des informations disponibles

Si les informations disponibles n'incluent pas la Règle 2, l'énoncé du professeur n'est pas pertinent.
Si les informations disponibles incluent la connaissance de la Règle 2 elle-même, l'énoncé prend une dimension auto-référentielle.
En effet, le sens de la Règle 2 dépend de ce que l'on peut déduire de la Règle 2, or pour déduire de la Règle 2, il faut saisir le sens de la Règle 2...
Le paradoxe provient donc de la nature autoréférentielle de l'énoncé ; le logicien Frederic Brenton Fitch a montré en 1964 que le problème peut être exprimé en logique formelle.

## Variantes
Une variante de ce paradoxe est aussi connue sous le nom du paradoxe du « condamné à mort » ou du « pendu », probablement du nom anglais de ce paradoxe. L'énoncé est similaire: un gardien de prison annonce au condamné qu'il sera exécuté dans la semaine suivante.